# فريسكا (طعام)
الفريسكا هي حلوى مصرية من أصل مصري من مدينة الإسكندرية وهي عباره عن طبقتين من بسكويت الويفر بينهم طبقة من المكسرات. تنتشر على شواطئ مصر الشمالية وخاصة مدينة الإسكندرية حيث يبيعها بائعون متجولون على شاطئ البحر الأبيض المتوسط وساحل الغردقة الشرقي وساحل العين السخنة بمصر.
وهذه الحلوى تختلف عن الحلوى المعروفة في الأردن بنفس الاسم أيضاً وتُعرف باسم "العنبر"، يبيعها باعة متجولون في الأحياء والأسواق الشعبية وهي عباره عن تفاح مغطى بطبقة من الكراميل الأحمر.